# Бюзо, Франсуа
Франсуа́ Николя́ Леона́р Бюзо́ (фр. François Nicolas Léonard Buzot; 1 марта 1760, Эврё — 18 июня 1794, возле Сент-Эмильон) — французский адвокат и деятель Великой революции, жирондист.

## Биография и деятельность
По профессии адвокат, состоял вице-президентом парижского суда. Состоял в большой дружбе и переписке с г-жей Ролан.
В 1789 году был избран депутатом и примкнул к крайней левой партии. В конвенте явился решительным приверженцем партии Жиронды и одним из наиболее влиятельных её членов. На него было возведено обвинение в роялизме и умеренности, хотя он в своё время подавал голос за казнь короля, и он вынужден был в 1793 году бежать в Нормандию, где безуспешно пытался поднять восстание.
Вместе со своими друзьями-жирондистами Петионом и Барбару бежал от преследований, однако решился кончить жизнь самоубийством. В июне 1794 близ городка Сент-Эмильон был найден его труп, он застрелился.

## Издания
- Записки Бюзо о революции «Mémoires sur la Révolution française» были изданы с предисловием Guadet в 1823 году, .